# 雅羅斯拉夫·萊溫斯基
雅羅斯拉夫·萊溫斯基（捷克語：Jaroslav Levinský，1981年2月11日—）是一位捷克職業網球選手。於1999年轉為職業選手。目前萊溫斯基主攻雙打，單打並沒有成績。
在2010年澳洲網球公開賽與俄羅斯女將葉卡捷琳娜·馬卡洛娃，闖入混雙決賽獲得亞軍。

## 外部連結
- 雅羅斯拉夫·萊溫斯基（英文/西班牙文）的官方資料
- 雅羅斯拉夫·萊溫斯基的國際網球總會 職業／青少年 官方資料（英文）
- 雅羅斯拉夫·萊溫斯基的官方資料（英文）